# Sophie König

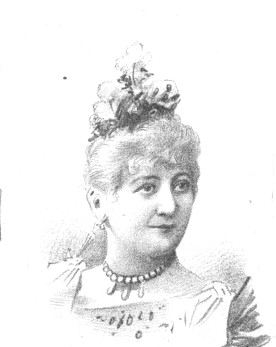
Sophie König (von Ignaz Eigner, 1891)

Sophie König, auch Sofie König, (* 4. November 1854 in Pest; † 19. August 1943 in Frankfurt am Main) war eine Opernsängerin (Sopran) und Theaterschauspielerin.

## Leben
Sophie König entstammte einer jüdischen Familie, ihre Eltern waren Moriz König aus Pressburg und dessen Frau Funny Seligmann. Ihr Bruder war der Sänger Sigmund König (1846–1881). Durch ihren Vetter Gustav Karpeles bekam sie früh geistige Anregungen auf vielen Gebieten. In Wien wurde sie schließlich an der Opernschule zur Sängerin ausgebildet. Ihre sängerischen und darstellerischen Fähigkeiten wurden auch von Johann Strauss bemerkt und geschätzt. Er studierte dann auch mit ihr die Rosalinde aus der Operette Die Fledermaus ein.

## Wirken
Mit 16 Jahren debütierte König in Baden als Boulotte in Blaubart. Von 1875 bis 1876 war sie in Breslau, 1876 am Theater an der Wien, 1876 bis 1878 war sie am städtischen Friedrich-Wilhelm-Theater in Berlin und von 1877 bis 1881 machte sie Gastspielreisen durch Deutschland. Durch den Verleger der Frankfurter Zeitung, Leopold Sonnemann, wurde der Intendant der Vereinigten Stadttheater, Emil Claar, auf sie aufmerksam. Als sie 1881 ein Gastspiel in Leipzig hatte, verpflichtete Claar sie als Sängerin und Schauspielerin nach Frankfurt. Der Possenschreiber Eduard Jacobson schrieb auch ihr Stücke auf den Leib. König besaß eine umfangreiche Stimme und sang unter anderem in der Fledermaus die Adele, die Rosalinde und den Orlofsky. Anfangs sang sie vornehmlich Soubrettenrollen, wechselte dann aber 1903 ins Schauspielfach. Sie spielte Euridice in Orpheus in der Unterwelt, Papagena in der Zauberflöte und die Nanderl in Alexander Baumanns Versprechen hinterm Herd. Bis zu ihrer Pensionierung 1925 blieb sie in Frankfurt. Auch nach ihrer Pensionierung spielte sie bis 1931 vereinzelt Mütterrollen und Nebenrollen. Noch bis 1936 wurde sie als Ehrenmitglied der Frankfurter Bühnen geführt.
Hochbetagt starb Sophie König unter haftähnlichen Bedingungen in Frankfurt.

## Veröffentlichungen
- 1922: Der Roman einer Soubrette (Bühnenstück, mehrfach aufgeführt)

## Ehrungen
- 1925: Ehrenmitgliedschaft der Städtischen Bühnen Frankfurt